# Lise Gervais
Lise Gervais est une peintre abstraite et sculptrice canadienne née à Saint-Césaire le 2 septembre 1933 et morte le 30 avril 1998 à Montréal.

## Formation
De 1950 à 1954, elle a étudié la peinture et la sculpture à l'École des beaux-arts de Montréal. Parmi ses professeurs figurent Suzanne Duquet, Jacques de Tonnancour et Stanley Cosgrove ainsi que le sculpteur Louis Archambault. Elle y remporte les premiers prix de dessin, de peinture et de sculpture

## Carrière
Après plusieurs exposition de groupe au Québec et en Ontario, elle fait sa première exposition personnelle à la galerie Denyse Delru à Montréal en 1961. Son style est souvent identifié aux automatistes, à l'expressionnisme abstrait, au fauvisme et au colorfield painting. À propos des automatistes elle déclara : «Ce que j'ai appris des automatistes ne fut pas tellement une conception de la peinture, ni des théories, mais plutôt une exigence personnelle vis-à-vis de l'œuvre à faire. Pourquoi les couleurs, les formes, la matière ont-elles plus d'importance pour moi que les mots, les sons ou les chiffres? Au fond, cela n'a pas beaucoup d'importance. Ce qui importe, c'est de me sentir à l'aise devant une toile blanche, d'avoir du plaisir à y étaler des couleurs ; cette joie de peindre compense l'angoisse inhérente à l'inconnu auquel j'ai à faire face.» Grande coloriste, sa démarche picturale se démarque des automatistes en «choisissant un tachisme formel plus proche de sa sensibilité.» 
Dans un article publié en 1966, Yves Robillard distinguait « trois phases principales dans sa peinture : la première, depuis 1960 où l’accent était mis sur le prismatisme de la tache : la deuxième débute vers 1961-1962 où la tache devient graphisme pur, objet en soi : la tache dessinée devient partie dynamique d’un ensemble où le mouvement prend un aspect essentiel dans la structure du tableau ; la troisième période débute vers 1963 : la tache devient masse positive ou négative suivant sa valeur dans le tableau, opposition-affirmation dynamique, devient solution d’une antinomie.»
À travers sa pratique, elle utilisera des médiums variés tels que l’huile, l’aquarelle, la gouache, l’acrylique, les pastels, l’ancre. Ses sculptures exploreront des matériaux divers, dont la fibre de verre et l’acier inoxydable.
Pendant de nombreuses années, elle enseigne l'art à l'École des beaux-arts de Montréal, à l'Université du Québec et à l'Université Concordia.
En 1983, elle a été élue présidente du Conseil des artistes peintres du Québec.
Gervais est décédée le 30 avril 1998 à Montréal.

## Héritage
Avec des artistes telles que Marcelle Ferron, Kittie Bruneau, Marcella Maltais, Françoise Sullivan et Rita Letendre, Lisa Gervais a contribué à la modernité artistique du Québec. À ce sujet, une exposition a été organisée au Musée d'art contemporain de Baie-Saint-Paul à l'automne 2021.
Une de ses sculpture, Luna Park (1967), fut installée à la Place Ville-Marie au printemps 2021 dans le cadre du projet de revitalisation de cette place.

## Expositions
Expositions sélectionnées
- 1961: Galerie Denyse Delrue, Montréal; Musée des beaux-arts de Montréal
- 1964: Galerie du Siècle, Montréal; Musée des beaux-arts du Canada, Ottawa[2]
- 1967: Musée du Québec; Musée des beaux-arts de l'Ontario, Toronto
- 1970: Galerie du Montréal; Musée d'art contemporain de Montréal; Musée Rodin, Paris
- 1983: Galerie d'art de l'Université Bishops, Lennoxville, PQ
- 1990: Galerie d'Art du Collège Edouard-Montpetit, Longueuil
- 2003: McIntosh Gallery, Université Western Ontario, London

## Musées et collections publiques
- Art Gallery of Greater Victoria
- Art Gallery of Hamilton
- Banque d'art du Conseil des arts du Canada[11]
- Carleton University Art Gallery
- Centre d'exposition Raymond-Lasnier
- Cinémathèque québécoise
- Galerie d'art Albright-Knox
- Galerie de l'UQAM
- Musée d'art contemporain de Montréal
- Musée de Lachine
- Musée des beaux-arts de Sherbrooke
- Musée des beaux-arts du Canada
- Musée du Bas-Saint-Laurent
- Musée national des beaux-arts du Québec[12]
- Musée régional de Rimouski
- The Robert McLaughlin Gallery